# Comté de Washington (Texas)
Pour les articles homonymes, voir Comté de Washington.
Le comté de Washington, en anglais : Washington County, est un comté situé au sud-est de l'État du Texas aux États-Unis. Fondé le 18 juillet 1836,  son siège de comté est la ville de Brenham. Selon le recensement des États-Unis de 2020, sa population est de 35 805 habitants. Le comté a une superficie de 1 610,2 km2, dont 1 564,2 km2 en surfaces terrestres. Il est nommé en l'honneur de George Washington, premier président des États-Unis.

## Organisation du comté
Le comté de Washington est fondé le 18 juillet 1836, à partir des terres des comtés d'Austin et de Liberty. Il est créé en tant que municipalité du Mexique. Le 17 mars 1836, il devient un comté de la république du Texas. Le 29 décembre 1845, il est intégré à l'État du Texas, nouvellement créé.
Il est baptisé en l'honneur de George Washington, premier président des États-Unis,.

## Géographie
Le comté de Washington est situé dans la région des prairies de Blackland, au sud-est de l'État du Texas, aux États-Unis,. Il est bordé au nord-est et à l'ouest par le fleuve Brazos, qui délimite la frontière avec les comtés adjacents.
Il a une superficie totale de 1 610,2 km2, composée de 1 564,2 km2 de terres et de 46 km2 de zones aquatiques.

## Comtés adjacents
| Comté de Burleson | Comté de Brazos     | Comté de Grimes |
| Comté de Lee      | comté de Washington | Comté de Waller |
| Comté de Fayette  | Comté d'Austin      |                 |

## Axes principaux
- U.S. Route 90 (en)
- Autoroute d’État 36 (en)
- Autoroute d’État 105 (en)

## Démographie

Pyramide des âges du comté de Washington (2000).

Lors du recensement de 2010, le comté comptait une population de 33 718 habitants. Elle est estimée, en 2017, à 35 043 habitants,.

### Source de la traduction
- (en) Cet article est partiellement ou en totalité issu de l’article de Wikipédia en anglais intitulé « Washington County, Texas » (voir la liste des auteurs).